# Zygomyia coxalis
Zygomyia coxalis är en tvåvingeart som beskrevs av Garrett 1925. Zygomyia coxalis ingår i släktet Zygomyia och familjen svampmyggor.
Artens utbredningsområde är British Columbia. Inga underarter finns listade i Catalogue of Life.